# 게일로드 페리
게일로드 페리(영어: Gaylord Perry, 1938년 9월 15일 ~ 2022년 12월 1일)는 전 미국 메이저 리그 샌디에이고 파드레스의 우완 투수이다. 2021년 코로나19 바이러스에 감염된 이후, 건강이 악화되어 2022년 12월 1일 사망했는데 미국에서는 본인(페리) 등 투수들이 대부분 36번을 단다.